# Gare d’Aubigny-au-Bac
Gare d’Aubigny-au-Bac vasútállomás Franciaországban, Aubigny-au-Bac településen.

## Vasútvonalak
Az állomást az alábbi vasútvonalak érintik:
- Saint-Just-en-Chaussée-Dowaai-vasútvonal

## Kapcsolódó állomások
A vasútállomáshoz az alábbi állomások vannak a legközelebb:
- Gare de Cambrai-Ville
- Gare de Brunémont